# 埃米尔·劳里岑
埃米尔·劳里岑（丹麥語：Emil Lauritzen，1999年6月8日—），丹麥男子羽毛球運動員。

## 簡歷
2018年6月，埃米尔·劳里岑出戰拉脫維亞羽毛球國際賽，分別與马德斯·默霍尔姆和伊本·伯格斯坦合作奪得男子雙打和混合雙打比賽亞軍。

## 主要比賽成績
只列出曾進入準決賽的國際賽事成績：
| 年份   | 賽事                     | 公開賽級別 | 項目     | 拍檔            | 成績   |
| ------ | ------------------------ | ---------- | -------- | --------------- | ------ |
| 2018年 | 拉脫維亞羽毛球國際賽     | 未來系列賽 | 男子雙打 | 马德斯·默霍尔姆 | 亞軍   |
| 2018年 | 拉脫維亞羽毛球國際賽     | 未來系列賽 | 混合雙打 | 伊本·伯格斯坦   | 亞軍   |
| 2019年 | 克羅地亞羽毛球國際賽     | 未來系列賽 | 男子雙打 | 马德斯·默霍尔姆 | 冠軍   |
| 2019年 | 克羅地亞羽毛球國際賽     | 未來系列賽 | 混合雙打 | 伊本·伯格斯坦   | 冠軍   |
| 2019年 | 德國羽毛球國際賽         | 未來系列賽 | 男子雙打 | 马德斯·默霍尔姆 | 亞軍   |
| 2019年 | 德國羽毛球國際賽         | 未來系列賽 | 混合雙打 | 伊本·伯格斯坦   | 亞軍   |
| 2019年 | 拉脫維亞羽毛球國際賽     | 未來系列賽 | 男子雙打 | 马德斯·默霍尔姆 | 冠軍   |
| 2019年 | 立陶宛羽毛球國際賽       | 未來系列賽 | 男子雙打 | 马德斯·默霍尔姆 | 亞軍   |
| 2019年 | 保加利亞羽毛球公開賽     | 國際系列賽 | 男子雙打 | 马德斯·默霍尔姆 | 準決賽 |
| 2019年 | 比利時羽毛球國際賽       | 國際挑戰賽 | 混合雙打 | 伊本·伯格斯坦   | 準決賽 |
| 2020年 | 葡萄牙羽毛球國際賽       | 國際系列賽 | 男子雙打 | 馬德斯·默霍爾姆 | 準決賽 |
| 2021年 | 葡萄牙羽毛球國際賽       | 國際系列賽 | 男子雙打 | 麥斯·維斯特加德 | 亞軍   |
| 2021年 | 葡萄牙羽毛球國際賽       | 國際系列賽 | 混合雙打 | 伊本·伯格斯坦   | 準決賽 |
| 2021年 | 立陶宛羽毛球國際賽       | 未來系列賽 | 男子雙打 | 麥斯·維斯特加德 | 冠軍   |
| 2021年 | 荷蘭羽毛球公開賽         | 國際挑戰賽 | 男子雙打 | 麥斯·維斯特加德 | 準決賽 |
| 2021年 | 匈牙利羽毛球國際賽       | 國際系列賽 | 男子雙打 | 麥斯·維斯特加德 | 冠軍   |
| 2022年 | 烏克蘭羽毛球公開賽       | 國際挑戰賽 | 男子雙打 | 麥斯·維斯特加德 | 亞軍   |
| 2022年 | 新亞奎丹羽毛球未來系列賽 | 未來系列賽 | 混合雙打 | Signe Schulz    | 冠軍   |
| 2022年 | 拉脫維亞羽毛球國際賽     | 未來系列賽 | 混合雙打 | Signe Schulz    | 冠軍   |
| 2022年 | 捷克羽毛球公開賽         | 國際系列賽 | 男子雙打 | 麥斯·維斯特加德 | 準決賽 |

| 2018-2026年 | 總決賽 | 超級1000賽 | 超級750賽 | 超級500賽 | 超級300賽 | 超級100賽 | 國際挑戰賽 | 國際系列賽 | 未來系列賽 | 其他 |